# Kepler-444
Kepler-444 es una estrella ubicada a unos 117 años luz de la Tierra en la constelación de Lyra, con una edad estimada en unos 11,8 ±1 miles de millones de años. Pertenece a un sistema triple, con dos compañeras enanas rojas muy juntas, a una distancia de unas 60 UA, el doble de la distancia del Sol a Neptuno. El 27 de enero de 2015, la administración del telescopio espacial Kepler reportó la confirmación de la detección de cinco exoplanetas rocosos de tamaño inferior a la Tierra  orbitando la estrella.

## Descubrimiento
Los resultados preliminares donde se menciona la posible existencia de un sistema planetario alrededor de la estrella Kepler-444 fueron anunciados en la segunda conferencia científica Kepler en 2013. En ese tiempo, la estrella era conocida como KOI-3158.

## Características
Mientras que el Sol tiene una edad de 4600 miles de millones de años, Kepler-444 cuenta con aproximadamente 11 800 millones de años, alrededor del 80 % de la edad del universo.
Es una estrella anaranjada que se encuentra es la secuencia principal y su tipo espectral es K0.
La investigación original sobre Kepler-444 fue publicada en The Astrophysical Journal el 27 de enero de 2015 bajo el título "Un sistema extrasolar antiguo con cinco planetas de tamaño inferior al de la Tierra"  escrito por un equipo de 40 autores, el resumen es el siguiente:
"La composición química de las estrellas que albergan pequeños exoplanetas (con radios inferiores a cuatro radios terrestres) parece ser más diversa que la de las que cuentan con gigantes gaseosos, que tienden a ser rica en metales. Esto implica que los pequeños planetas, incluyendo los de tamaño similar al de la Tierra, pueden haberse formado fácilmente en épocas anteriores de la historia del universo cuando los metales eran más escasos. Reportamos observaciones hechas por el telescopio espacial Kepler sobre Kepler-444, una estrella similar al Sol pobre en metales, perteneciente a la antigua población del disco galáctico grueso y que alberga un sistema compacto de cinco planetas con tamaños entre el de Mercurio y el de Venus. Validamos este sistema como un sistema real de cinco planetas que orbitan la estrella objetivo y proveemos las características detalladas de sus parámetros orbitales sobre la base de un análisis del tránsito realizado por fotometría. Kepler-444 es una de las estrellas más densas con oscilaciones de tipo solar detectadas. Utilizamos astrosismología para medir directamente una edad precisa de 11,2 +/- 1,0 miles de millones de años, lo que indica que Kepler-444 se formó cuando el Universo tenía menos del 20 % de su edad actual y por lo tanto es el sistema de planetas de tamaño terrestre más antiguo conocido. Así hemos demostrado que planetas del tamaño de la Tierra se han formado a lo largo de los más de 13 800 millones de años de la historia del universo, dejando abierta la posibilidad de la existencia de vida antigua en la galaxia. La edad de Kepler-444 no solo sugiere que las estrellas del disco grueso fueron algunas de las anfitrionas de los primeros planetas, sino que también puede ayudar a identificar el comienzo de la era de la formación de planetas ". 
Los cinco exoplanetas rocosos (Kepler-444b; Kepler-444c; Kepler-444d; Kepler-444e; Kepler-444f) fueron confirmados, de tamaño menor al de Venus y cada uno de ellos completa la órbita alrededor de la estrella a la que orbitan en menos de 10 días.
El sistema es muy compacto siendo Kepler-444b el más pequeño contando con 0,403 veces el diámetro de la Tierra y el más alejado de la estrella. Kepler-444f orbita la estrella mucho más cerca de lo que Mercurio lo hace alrededor del Sol.